# Estação de Socorros a Náufragos de Alvor
A Estação de Socorros a Náufragos de Alvor, igualmente conhecida como Estação Salva-Vidas de Alvor, é um edifício histórico na localidade de Alvor, na região do Algarve, em Portugal.

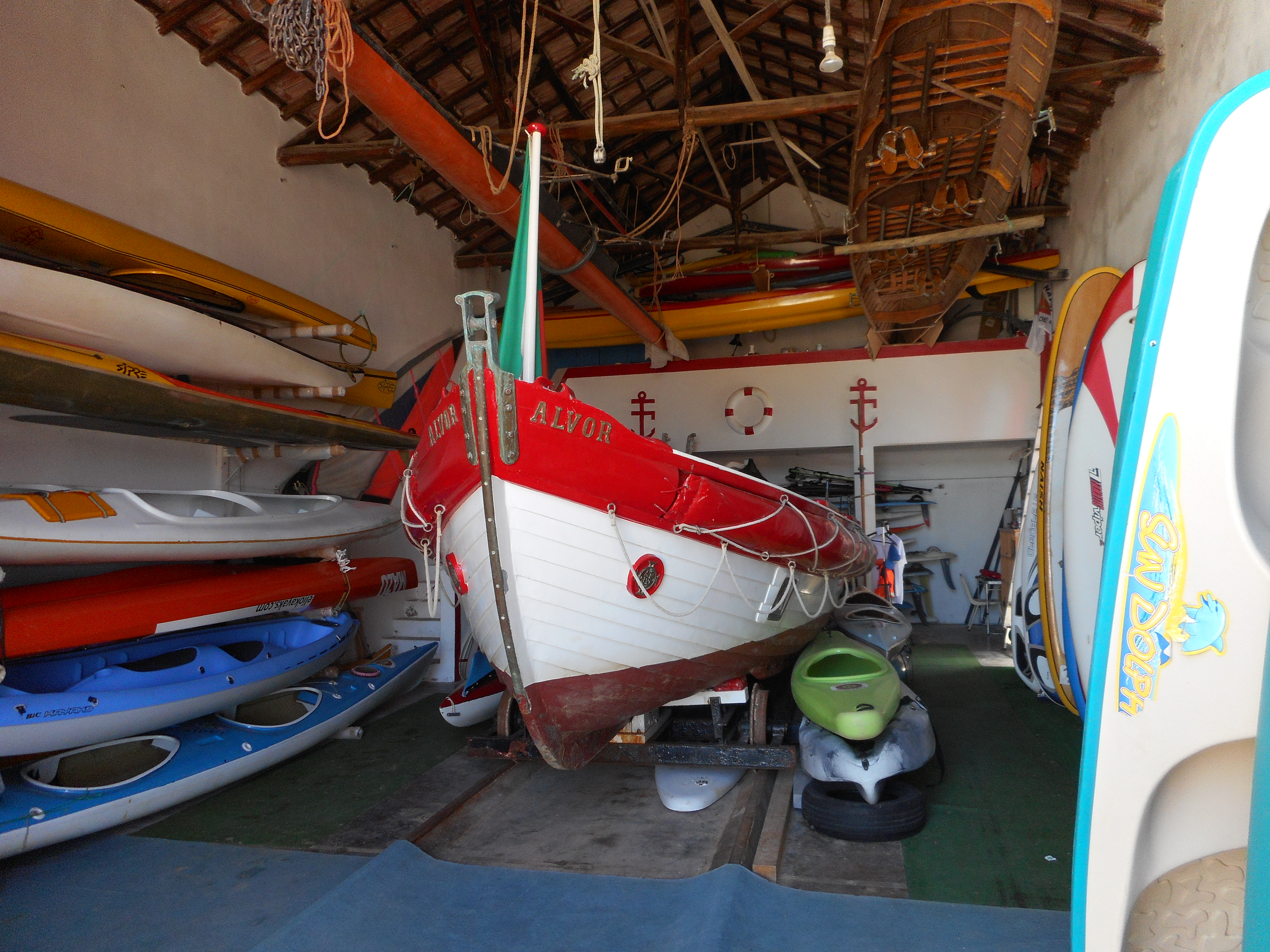
Interior do edifício, com o barco salva-vidas Alvor.

## Descrição
O edifício situa-se na Rua Vasco da Gama e no Largo da Ribeira, na zona ribeirinha da vila, de frente para a Ria de Alvor. Nas imediações situam-se a Lota, a igreja paroquial e o Morábito de São João.
Tem uma planta de forma rectangular e longitudinal, com cobertura em telhado de duas águas, com telhas do estilo marselhês. Em frente encontram-se a rampa e os carris de varagem do barco salva-vidas, que está preservado no interior do edifício. Esta embarcação é conhecida como Alvor, e é de tipologia dinamarquesa, como pode ser constatado pela madeira trincada do casco. Tinha uma tripulação de cerca de doze homens, dos quais apenas dois, o patrão e o sota-patrão, eram fixos, enquanto que os restantes eram pescadores recrutados, por um salário muito baixo. O barco é considerado de grande significado para a comunidade de Alvor, devido ao grande número de salvamentos em que participou, sendo um símbolo das actividades piscatórias e dos seus riscos. É habitualmente utilizado na Procissão da Nossa Senhora da Boa Viagem, que se realiza todos os anos em Agosto, quando participa num cortejo na Ria de Alvor em conjunto com outros barcos de pescadores.

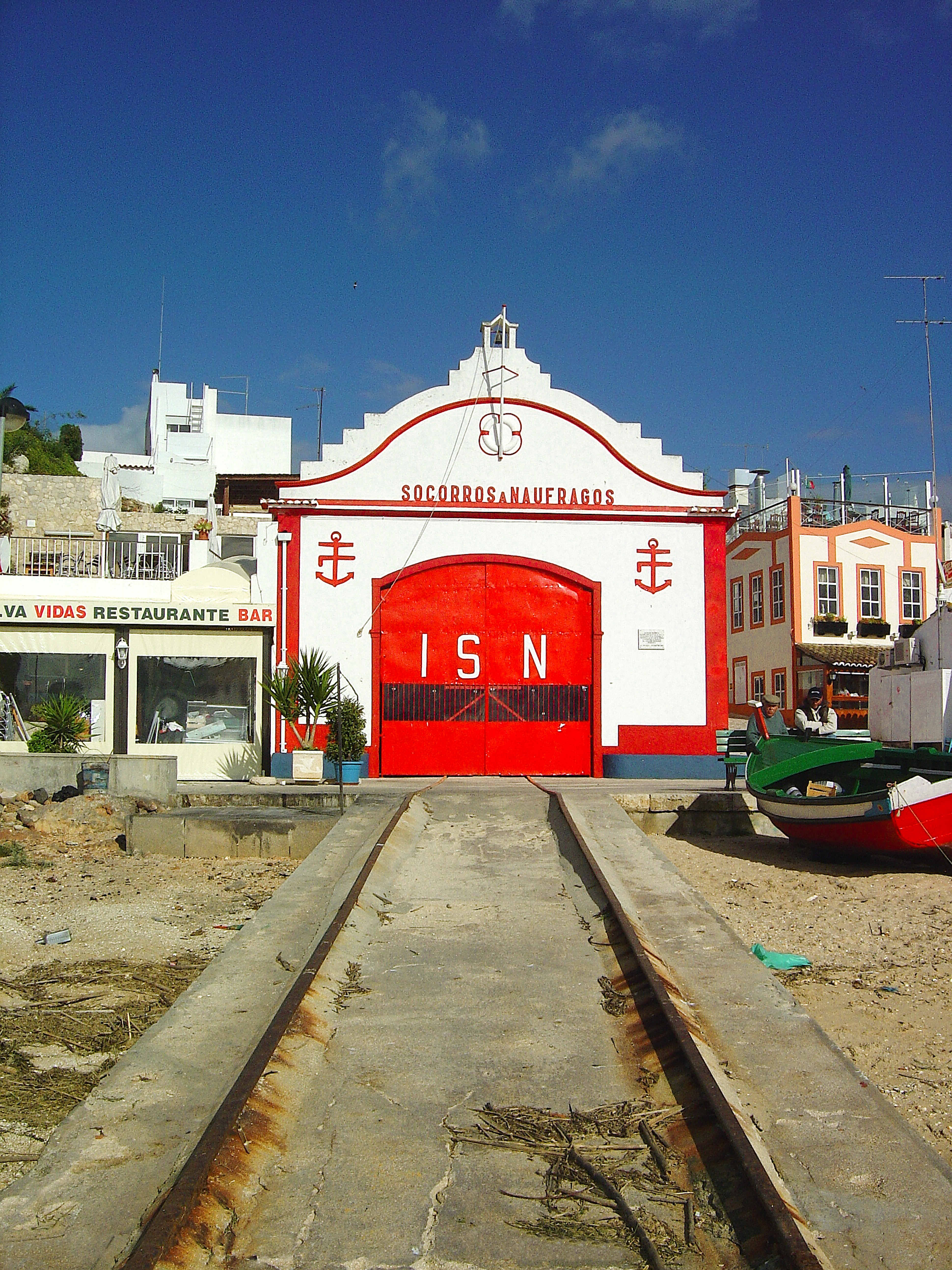
Fachada principal do edifício, vendo-se os carris para o lançamento do barco salva-vidas.

## História
Entre 1932 e 1933 foi construído o barco salva-vidas, no Instituto de Socorros a Náufragos de Pedrouços, tendo a estação e o barco começado a funcionar em 1933, para socorrer as embarcações de pesca na Ria de Alvor. Ambos operaram durante cerca de meio século, não só em Alvor como também noutras estações de salva-vidas, como as de Ferragudo, Paço de Arcos e Porto Brandão. Tanto o barco como a estação deixaram de funcionar em 1983, devido ao assoreamento da Ria de Alvor, que impedia a saída do barco, e à introdução de veículos salva-vidas mais avançados. Ainda no mesmo ano o Ministério da Marinha tentou levar a embarcação para Lisboa, para ser guardada no Museu da Marinha, devido à sua configuração única e estado de conservação. Porém, esta medida provocou protestos por parte da população de Alvor, que chegou a sabotar os carris em frente do edifício.
Na década de 2010, a Câmara Municipal de Portimão iniciou um programa de requalificação do imóvel, no sentido de o converter no centro interpretativo da história do salva-vidas em Alvor, e ao mesmo tempo promover a requalificação urbana na área ribeirinha de Alvor. Além de expôr o barco salva-vidas em si, o museu iria também explicar a memória da comunidade piscatória da vila, e a riqueza natural da Ria de Alvor. As obras iriam incidir sobre as coberturas e o interior, melhorando as condições de segurança e o ambiente térmico e acústico do edifício, sendo também feito o arranjo da área envolvente, incluindo os carris na rampa. Este empreendimento foi orçado em mais de 300 mil euros, tendo contado com o apoio financeiro do Fundo Europeu de Desenvolvimento Regional. Em 2017 o barco salva-vidas foi alvo de uma intervenção de restauro por parte da empresa Portinave, suportada financeiramente pela Câmara Municipal de Portimão. Em 27 de Fevereiro desse ano, a autarquia assinou um acordo de cooperação com o Ministério da Defesa Nacional, no sentido de ficar responsável pela gestão e manutenção do espaço, permitindo a sua conversão num pólo museológico. Em Maio de 2018 a Comissão de Coordenação e Desenvolvimento Regional e a autarquia de Portimão apresentaram as propostas que tinham sido alvo de uma candidatura aos fundos europeus, que incluíram o programa Alvor Vivo, para a realização de obras de requalificação da Casa do Salva Vidas, e a sua adaptação a museu. Em 24 de Abril de 2021, o jornal Sul Informação noticiou que já se tinham iniciado os trabalhos na Estação de Socorros a Náufragos. Neste ano, o edifício estava a ser utilizado pelo Clube Naval D. João II.
O Centro Interpretativo do Salva-vidas de Alvor foi inaugurado em 16 de Dezembro de 2023.
Em Maio de 2025, o Centro Interpretativo do Salva-Vidas de Alvor foi condecorado como o Prémio Silletto para a Participação e Envolvimento Comunitário, organizado como parte do Prémio Museu Europeu do Ano. A European Museum Forum, entidade responsável pelo prémio, considerou o Centro Interpretativo como «a living, breathing community centre that actively supports the continuation of traditional artisanal fishing practices and the preservation of endangered skills», acrescentando que «through co-curated displays, residents can see their own lives, labour, and traditions reflected with dignity and value. With local people contributing stories, photographs, artefacts and expertise to shape the museum from the ground up, this museum is an example of how museums can serve as powerful agents of community engagement and cultural preservation».

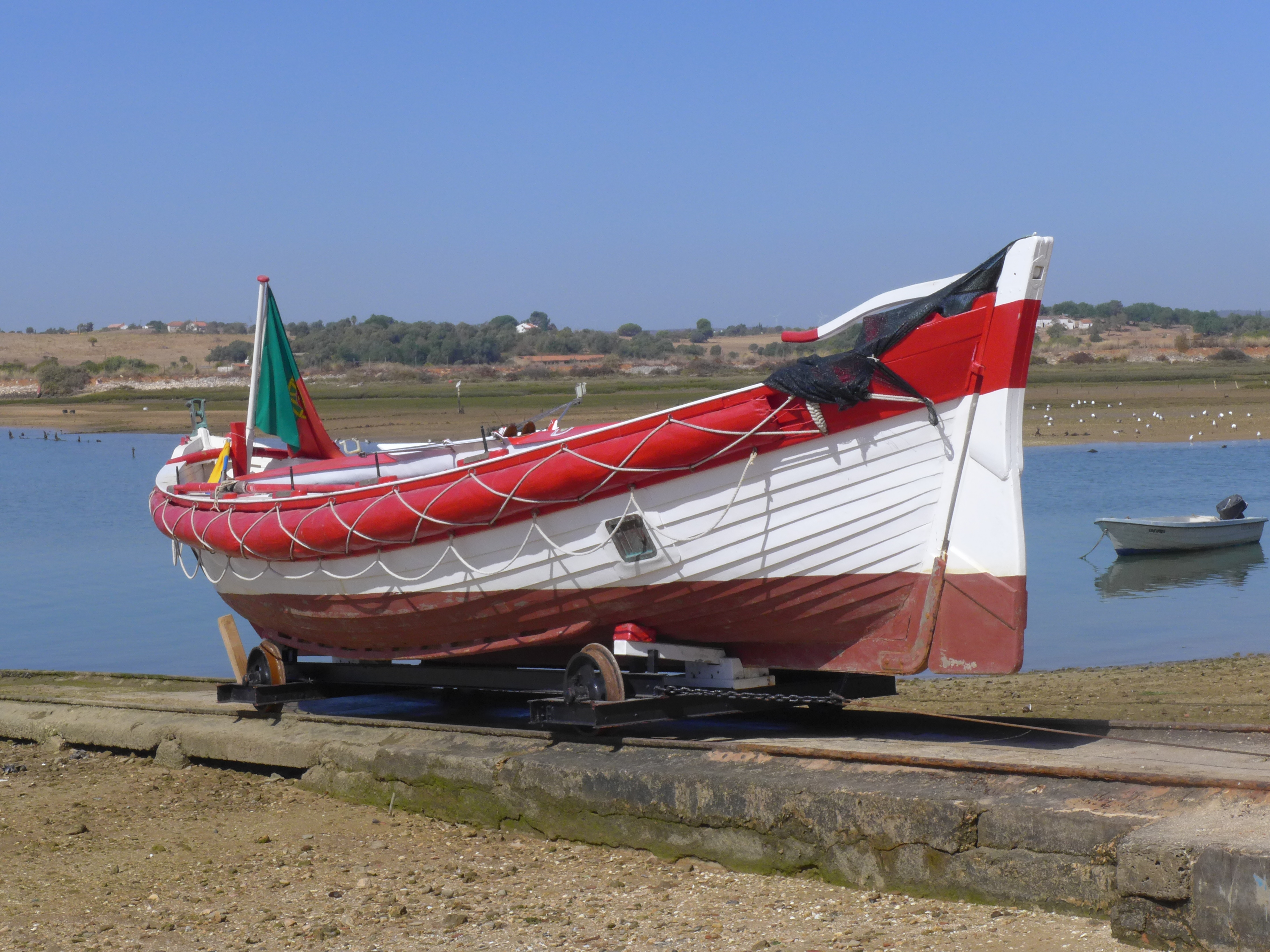
Barco salva-vidas na rampa de lançamento, vendo-se a zorra.